# Mark Runge

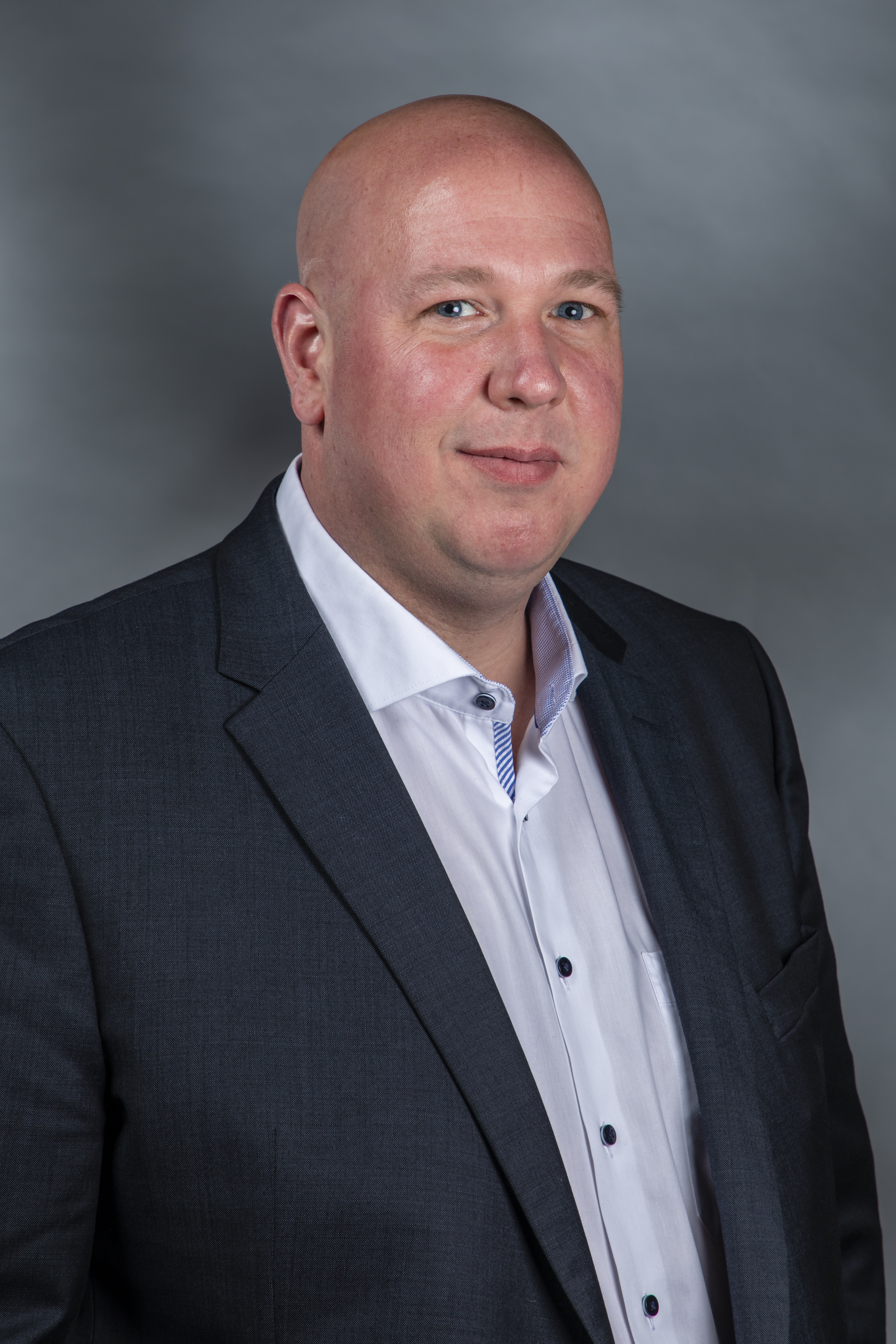
Mark Runge (2019)

Mark Runge (* 12. November 1982 in Bremen; † 14. Juli 2021) war ein deutscher Politiker der Alternative für Deutschland. Nach dem Bruch der AfD-Fraktion im September 2019 gehörte er der parlamentarischen Gruppe Magnitz, Runge, Felgenträger an.

## Leben
Runge absolvierte eine Ausbildung zum Kaufmann und war in diesem Beruf in Bremen tätig. Er wurde im Mai 2019 zum Mitglied der Bremischen Bürgerschaft gewählt. Von 2015 bis 2018 war er stellvertretender Bundesvorsitzender der Partei Bürger in Wut. Von 2015 bis 2018 war er im Beirat des Stadtteils Bremen-Blumenthal.
 
2018 trat er zur AfD über. Nach einem parteiinternen Streit verließ Runge drei Monate nach der Bürgerschaftswahl im September 2019 gemeinsam mit Frank Magnitz und Uwe Felgenträger die AfD-Fraktion, woraufhin diese ihren Fraktionsstatus verlor. Er war in der Bürgerschaft Mitglied im Verfassungs- und Geschäftsordnungsausschuss und in der Innendeputation. 
Runge war verheiratet und hatte drei Kinder. Er starb im Juli 2021 überraschend im Alter von 38 Jahren. Für ihn rückte Heinrich Löhmann in die Bürgerschaft nach.